# 1091年
| 千纪： | 2千纪 |
| 世纪： | 10世纪 \| 11世纪 \| 12世纪                                                                                     |
| 年代： | 1060年代 \| 1070年代 \| 1080年代 \| 1090年代 \| 1100年代 \| 1110年代 \| 1120年代                               |
| 年份： | 1086年 \| 1087年 \| 1088年 \| 1089年 \| 1090年 \| 1091年 \| 1092年 \| 1093年 \| 1094年 \| 1095年 \| 1096年     |
| 纪年： | 辛未年（羊年）；辽大安七年；北宋元祐六年；西夏天祐民安二年；大理建安九年、天祐元年；越南廣祐七年；日本寬治五年 |

## 大事记
- 威廉二世入侵诺曼底，并在那里扎营。
- 穆拉比特王朝渡海發起征討伊比利半島南部諸泰法的戰役，迅速取得科爾多瓦和塞維利亞等城市，使穆拉比特王朝勢力擴張到西班牙境內。
- 拉斯洛一世占领斯拉沃尼亚。
- 罗格·古以斯卡德（英语：Roger Guiscard）占领马耳他。

## 出生
- 秦檜（1155年去世，64岁）

## 逝世
- - 6月17日 —— Dirk V，荷兰伯爵（英语：Count of Holland）